# Floresta Nacional de Humaitá
A floresta nacional de Humaitá está localizada no estado do Amazonas na região norte do Brasil. O bioma predominante é o da Floresta Amazônica.